# Musse Pigg som Robinson Crusoe
Musse Pigg som Robinson Crusoe (engelska: The Castaway) är en amerikansk animerad kortfilm med Musse Pigg från 1931.

## Handling
Musse Pigg är skeppsbruten efter att han på flotte har anlänt till en tropisk ö. Han upptäcker sedan ett piano som spolats iland och börjar spela på det, men det dröjer inte länge innan han blir jagad av en gorilla, ett lejon och en krokodil.

## Om filmen
Filmen är den 27:e Musse Pigg-kortfilmen som producerades och den tredje som lanserades år 1931.
Filmen återanvänder animation från de tidigare Musse Pigg-kortfilmerna Jungle Rhythm och Wild Waves, båda från 1929.
Detta är den första Musse-filmen där musiken komponerades av Frank Churchill.
Filmen är Disney-animatören Wilfred Jacksons första regisserade film (andra källor menar dock att Jackson hade regisserat filmer innan dess), som frågade Walt Disney om han kunde få animera en hel film själv. Walt trodde dock han menade att regissera filmen och gav honom i uppdrag att återanvända animation från tidigare Musse-filmer och låta dem synkas till musik av kompositören Frank Churchill som Walt ville använda. Jackson skämdes över sin film så mycket att han lovade att han inte skulle göra någon annan film som inte kändes som en Disney-film.
Filmen hade svensk premiär den 26 december 1933 på biografen Röda Kvarn i Stockholm.

## Rollista
- Walt Disney – Musse Pigg[9]